# Nabor Castillo
Nabor Castillo Pérez (Atotonilco, 4 oktober 1990) is een Mexicaans judoka die zijn vaderland vertegenwoordigde bij de Olympische Spelen van 2012 in Londen. Daar verloor hij op zaterdag 28 juli 2012 in de derde ronde van de Italiaan Elio Verde. 

## Erelijst

### Pan-Amerikaanse Spelen
- 2011 – Guadalajara, Mexico (– 60 kg)

### Pan-Amerikaanse kampioenschappen
- 2010 – San Salvador, El Salvador (– 60 kg)
- 2011 – Guadalajara, Mexico (– 60 kg)
- 2013 – San José, Costa Rica (– 60 kg)
- 2014 – Guayaquil, Ecuador (– 60 kg)